# Andrée Howard
Andrée Howard, född 3 oktober 1910, död 18 april 1968, var en brittisk dansare och koreograf.
Andrée Howard fick sin utbildning för flera berömda lärare och var en framstående medlem bland annat av Rambert Dance Company och Ballet Club. Hon komponerade ett stort antal baletter och gjorde sig även känd som kostymtecknare och dekoratör vid baletten.